# مقاطعة أوتوي (نبراسكا)
مقاطعة أوتوي (بالإنجليزية: Otoe County)‏ هي إحدى مقاطعات ولاية نبراسكا في الولايات المتحدة الأمريكية.